# 리카르트다약과일박쥐
리카르트다약과일박쥐(Dyacopterus rickarti)는 큰박쥐과에 속하는 박쥐의 일종이다. 필리핀의 루손섬과 민다나오섬에서 발견된다.